# Ledebouria coriacea
Ledebouria coriacea är en sparrisväxtart som beskrevs av Stephanus Venter. Ledebouria coriacea ingår i släktet Ledebouria och familjen sparrisväxter. Inga underarter finns listade i Catalogue of Life.